# 南○条東 (札幌市)
南○条東（みなみ じょうひがし）は、札幌市中央区の創成川若しくは創成川通周辺から東側、および大通より南側にある、碁盤目状の区画である。全域が中央区に所在する。創成川と大通、そして豊平川に挟まれた三角形に近い形状。

## 歴史
※太字は新設
- 1881年〈明治14年〉- 以下の通り名を改称して南1条東〜南6条東成立
  - 日高通 → 南1条東1〜4丁目
  - 沙流通 → 南2条東1〜4丁目
  - 新冠通 → 南3条東1〜4丁目
  - 静内通 → 南4条東1〜4丁目
  - 三石通 → 南5条東1〜3丁目
  - 上磯通（創成川以東） → 南6条東1〜3丁目
- 1890年〈明治23年〉- 以下を設置
  - 南1条東〜南2条東の各5〜6丁目
  - 南3条東〜南4条東の各5丁目
- 1925年〈大正14年〉- 以下を新設・設置
  - 苗穂町の一部を編入し南1条東7〜8丁目設置
  - 南3条東5丁目の一部から同6丁目設置
  - 字無しの地区から南7条東1丁目新設
- 時期不明 - 南5条東4〜5丁目設置
- 1932年〈昭和7年〉- 南7条東1丁目の一部から同2丁目設置

## 条と丁目
| 条      | 丁目      | 備考 |
| ------- | --------- | --- |
| 南1条東 | 1 - 8丁目 | 1丁目：大通バスセンター、大通バスセンタービル 2丁目：ほくでんサービス本社 3丁目：北洋銀行札幌東支店 4丁目：札幌市営地下鉄バスセンター前駅 7丁目：片桐機械本社 |
| 南2条東 | 1 - 6丁目 | 1・2丁目：二条市場 3丁目：北海道神宮頓宮 6丁目：札幌市民ギャラリー                                                                                            |
| 南3条東 | 1 - 6丁目 | 1・2丁目：二条市場 4丁目：ドクターアイズ本店 5丁目：日本清酒本社（千歳鶴酒ミュージアム）                                                                      |
| 南4条東 | 1 - 5丁目 | 1丁目：フェアフィールド・バイ・マリオット札幌 4丁目：札幌開祖吉田茂八碑                                                                                       |
| 南5条東 | 1 - 5丁目 | |
| 南6条東 | 1 - 3丁目 | |
| 南7条東 | 1・2丁目  | |